# Picpus (film)
Pour les articles homonymes, voir Picpus.
Pour plus de détails, voir Fiche technique et Distribution.
Picpus est film policier français réalisé par Richard Pottier et sorti en 1943. Il s'agit d'une adaptation de Signé Picpus de Georges Simenon.

## Synopsis
Une femme est retrouvée morte dans une armoire, après un déménagement. L'inspecteur Lucas va chercher le commissaire Maigret dans sa villégiature afin qu'il mène l'enquête.

## Fiche technique
- Titre : Picpus
- Réalisation : Richard Pottier
- Scénario et dialogues : Jean-Paul Le Chanois, d'après le roman de Georges Simenon intitulé Signé Picpus
- Dialogues :  Jean-Paul Le Chanois
- Photographie : Charlie Bauer
- Musique : Jacques Météhen
- Société de production : Continental-Films
- Pays de production :  France
- Format :  Noir et blanc - 1,37:1 - 35 mm - son mono
- Genre : Policier
- Durée : 95 minutes
- Date de sortie : 
  - France : 12 février 1943
- Affiche : Roger Rojac (France)

## Distribution
- Albert Préjean : Commissaire Maigret
- Juliette Faber : Berthe
- Jean Tissier : Honoré Mascouvin
- André Gabriello : Inspecteur Lucas
- Noël Roquevert : Louis Dubief, écrivain connu sous le pseudonyme d'Arno de Bédarieu
- Guillaume de Sax : Maître Laignan, l'avoué des Gloaguen
- Édouard Delmont : Emile Dumont, le vagabond qui usurpe l'identité d'Yves Le Cloaguen
- Antoine Balpêtré : Le supérieur de Maigret
- Henri Vilbert : L'inspecteur Amadieu
- Pierre Palau : Dr Pierre
- Gabrielle Fontan : La sœur de Le Cloaguen
- Colette Régis : Mme Le Cloaguen

Acteurs non crédités
- Fabienne Fortaire : La locataire qui parle de Zarathoustra
- Jeanne Véniat : La concierge de Jeanne Dumont
- Jean-Marie Boyer :  Le petit employé
- Jean Dasté : M. Destac, le premier clerc
- Huguette Vivier : Éliane, la femme qui visite l'appartement
- Jacques Denoël : Jacques, l'homme qui visite l'appartement
- Héléna Manson : Marie, la bonne des Gloaguen
- Jean Daurand : le cycliste coursier
- Georges Gosset : L'agent qui fouille Le Cloaguen
- André Varennes : Commandant Bouffartigues
- Marcelle Rexiane : Mme Couret, la patronne de l'hôtel
- Marguerite Ducouret : Mme Cognet, une cliente de l'hotel
- Maximilienne : Mme Bertaud, une cliente de l'hotel
- France Delahalle : La vendeuse de fleurs à la société de tir 'Au Dernier des Mohicans'
- Frédéric Mariotti : Le garçon du buffet
- Marcel Duhamel : Mr Moisy, le peintre de la pension
- Maurice Marceau : L'inspecteur qui remet le journal à Maigret
- Édouard Francomme : Un porteur à la sortie de la gare
- Henry Charrett : Le facteur qui remet une lettre recommandée à Maigret
- Albert Brouett
- Pierre Ferval
- Raymond Dardelin

## Autour du film
- Le film a été tourné  sous l'occupation Allemande. Alors que Maigret enquête dans l'immeuble où habitait la voyante Jeanne Dumont, une voisine philosophe et perdue dans ses pensées lui dit : « Vous trouverez la vérité chez Zarathoustra. » Rien à voir avec l'enquête, mais bien que cela soit contesté Hitler aurait été inspiré par Nietzsche, auteur de Ainsi parlait Zarathoustra[1].
- L’hôpital Rothschild rue de Picpus est appelé hôpital Picpus dans le film. Maigret s’adresse à Emile Dumont, le vagabond qui usurpe l'identité d'Yves Le Cloaguen : « ce soir, à 7 h, tout à l’heure, Jeanne Dumont est morte à l’hôpital Picpus. »
- Jean-Paul Le Chanois, le scénariste-dialoguiste du film, d’origine juive n’avait pas été inquiété.